# Gastroxides shirakii
Gastroxides shirakii är en tvåvingeart som beskrevs av Ouchi 1939. Gastroxides shirakii ingår i släktet Gastroxides och familjen bromsar. Inga underarter finns listade i Catalogue of Life.